# 셴야단

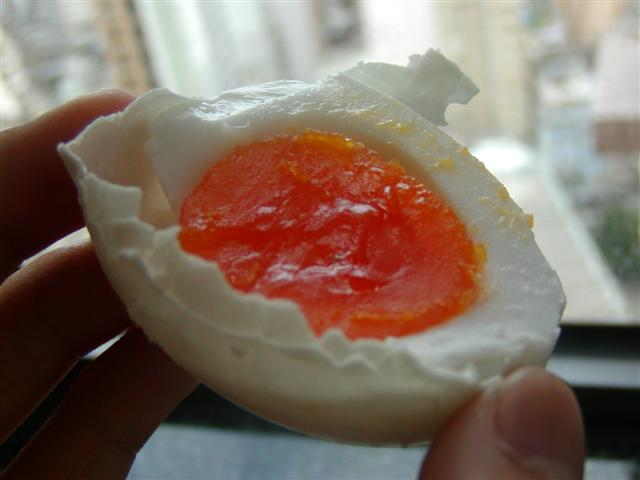
함압단의 모습

셴야단(중국어 간체자: 咸鸭蛋, 정체자: 鹹鴨蛋, 병음: xiányādàn) 또는 셴단(중국어 간체자: 咸蛋, 정체자: 鹹蛋, 병음: xiányādàn)은 소금물에 절인 오리알 중국 요리다. 오리알을 소금물에 담그거나, 습한 조건에서 소금이 섞인 숯 속에 오리알을 묻어주면 소금이 베어들어 독특한 풍미를 갖는 오리알이 완성된다. 죽과 함께 먹거나 다른 요리에 넣어 먹는다.
노른자만 따로 염지한 것은 셴단황(중국어 간체자: 咸蛋黃, 정체자: 鹹蛋黄, 병음: xiányādàn)이라 부른다.

## 같이 보기
- 차예단
- 시우메이